# Immingerode

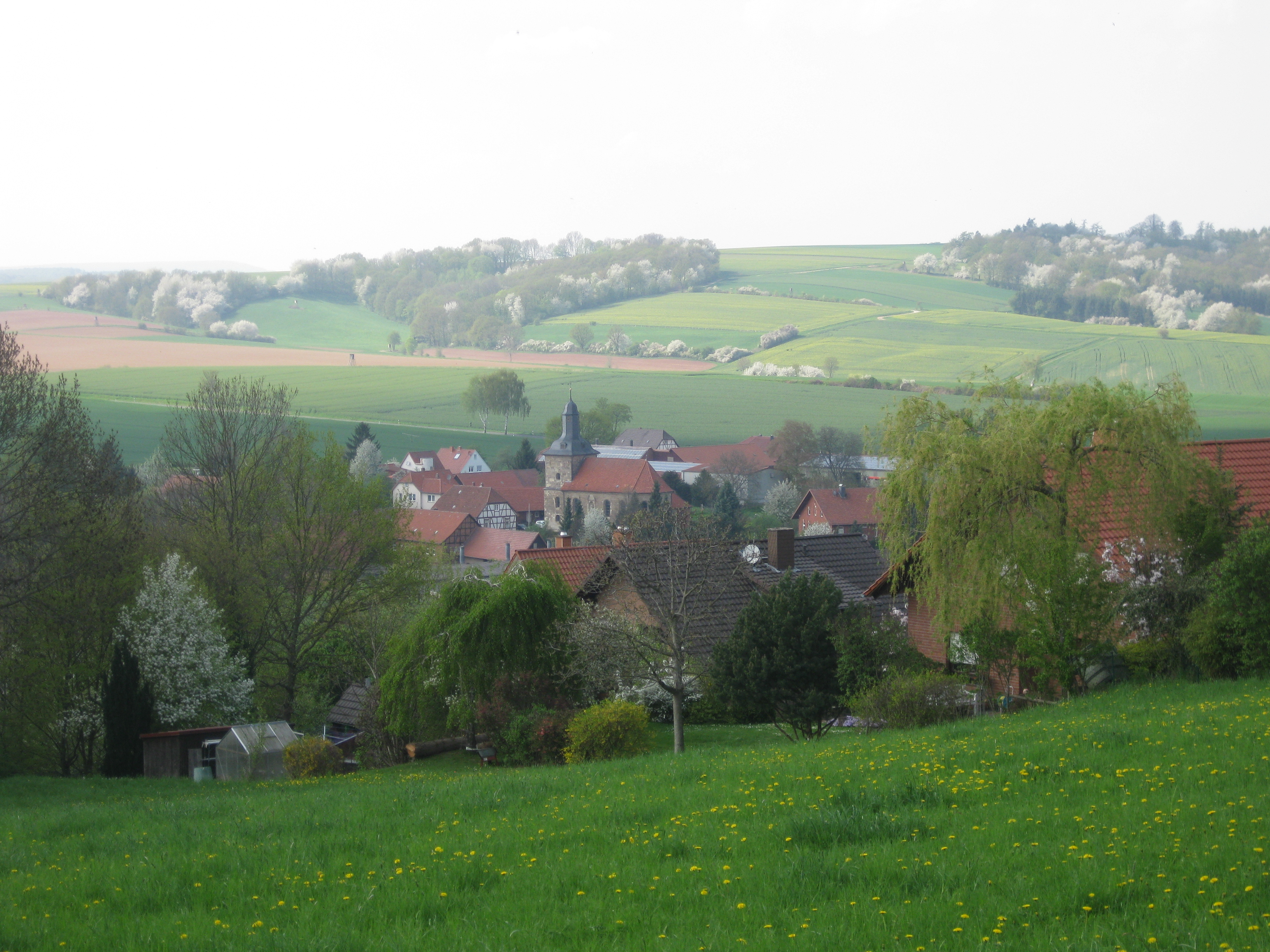
Blick vom Fuß des Pferdeberges auf Immingerode

Immingerode ist ein südlich gelegener Stadtteil der Stadt Duderstadt im Landkreis Göttingen in Südniedersachsen. Der zum Untereichsfeld gehörende Ort wurde am 1. Januar 1973 eingemeindet und hat rund 460 Einwohner.

## Geographie
Immingerode liegt drei Kilometer südwestlich der Duderstädter Innenstadt dicht an der Landesgrenze zu Thüringen. Der Ortskern befindet sich am Zusammenfluss von Großer Ike und Bruche zur Muse, einem linken Nebenarm der Hahle. Höchste Erhebung in der Umgebung ist der Pferdeberg (279 m).
Verkehrsmäßig ist Immingerode über die Kreisstraßen 112 und 120 angeschlossen. Nachbarorte sind Nesselröden im Westen, Tiftlingerode im Norden, Gerblingerode im Osten und die Thüringer Orte Teistungen im Südosten und Böseckendorf im Südwesten.

## Geschichte
Immingerode wurde in einer undatierten Urkunde der Äbtissin Agnes II. von Quedlinburg (1184–1203) erstmals als „Ymmingeroth“ erwähnt. Wahrscheinlich wurde der Ort im 10. Jahrhundert als Rodung der Leute des Immo angelegt. Seit dem 15. Jahrhundert war der Ort eines der Ratsdörfer der Stadt Duderstadt. Erwähnt wird Immingerode in einem Rechnungsbuch der Stadt Duderstadt aus dem Jahre 1432. In der Folgezeit entwickelte sich der Ort dahingehend, dass die ansässigen Ritter, im Gegensatz zu den Kaufleuten, zunehmend verarmten und ihren Besitz dem Rat der Stadt verpfänden mussten. Dieser setzte Verwalter, sogenannte Meier, zur Bewirtschaftung der adligen Güter ein. Für das Jahr 1670 werden in Immingerode fünf Meiergüter genannt.
Zur Verwaltung der adligen Güter kam hinzu, dass der Rat der Stadt Duderstadt in Immingerode die untere Gerichtsbarkeit ausübte. Dies hatte zur Folge, dass die Bauern Hand- und Spanndienste leisten mussten sowie Abgaben an die Stadt in Form von Getreidezahlungen zu leisten hatten. Die Ablösung erfolgte erst im 19. Jahrhundert. Abgeschafft wurden 1852 der Zehnt, 1861 die Hand- und Spanndienste. Im Jahr 1905 erfolgte auch die Abschaffung der Salzhafer.
Ähnlich wie andere Ratsdörfer zu der Zeit hatte auch Immingerode schwer unter dem Dreißigjährigen Krieg und der Pest zu leiden. Dies betraf in erster Linie die Einwohnerzahlen. Lebten 1609 160 und 1620 sogar noch 180 Personen im Ort, so nahm ihre Zahl am Ende des Krieges auf 75 ab. Durch Geburtenzuwachs und die Rückkehr vieler ehemaliger Bewohner erholten sich die Einwohnerzahlen wieder allmählich. Zu Beginn des Zweiten Weltkrieges bewohnten 379 Menschen den Ort. Der Höhepunkt an Einwohnerzahlen war im Jahre 1946 durch die Aufnahme von 233 Flüchtlingen, Heimatvertriebenen und Evakuierten. Man zählte damals 524 Einwohner. Durch Abwanderungen fiel die Zahl im Jahre 1960 auf 460, die bis in die heutige Zeit relativ konstant blieb.

## Politik

### Ortsrat
Der Ortsrat setzt sich aus sieben Ratsfrauen und Ratsherren zusammen.
- CDU: 5 Sitze
- Freie Wähler Wählergemeinschaft Immingerode (FWWI): 1 Sitz
- SPD: 1 Sitz

(Stand: Kommunalwahl am 12. September 2021)

### Ortsbürgermeister
Ortsbürgermeister ist Stefan Stollberg (CDU).

### Wappen
Das Wappen wurde am 27. Dezember 1950 genehmigt.
Es basiert auf einem Siegel derer von Immingerode datiert auf 1266.

## Kultur und Sehenswürdigkeiten

### Pfarrkirche St. Johannes Baptist

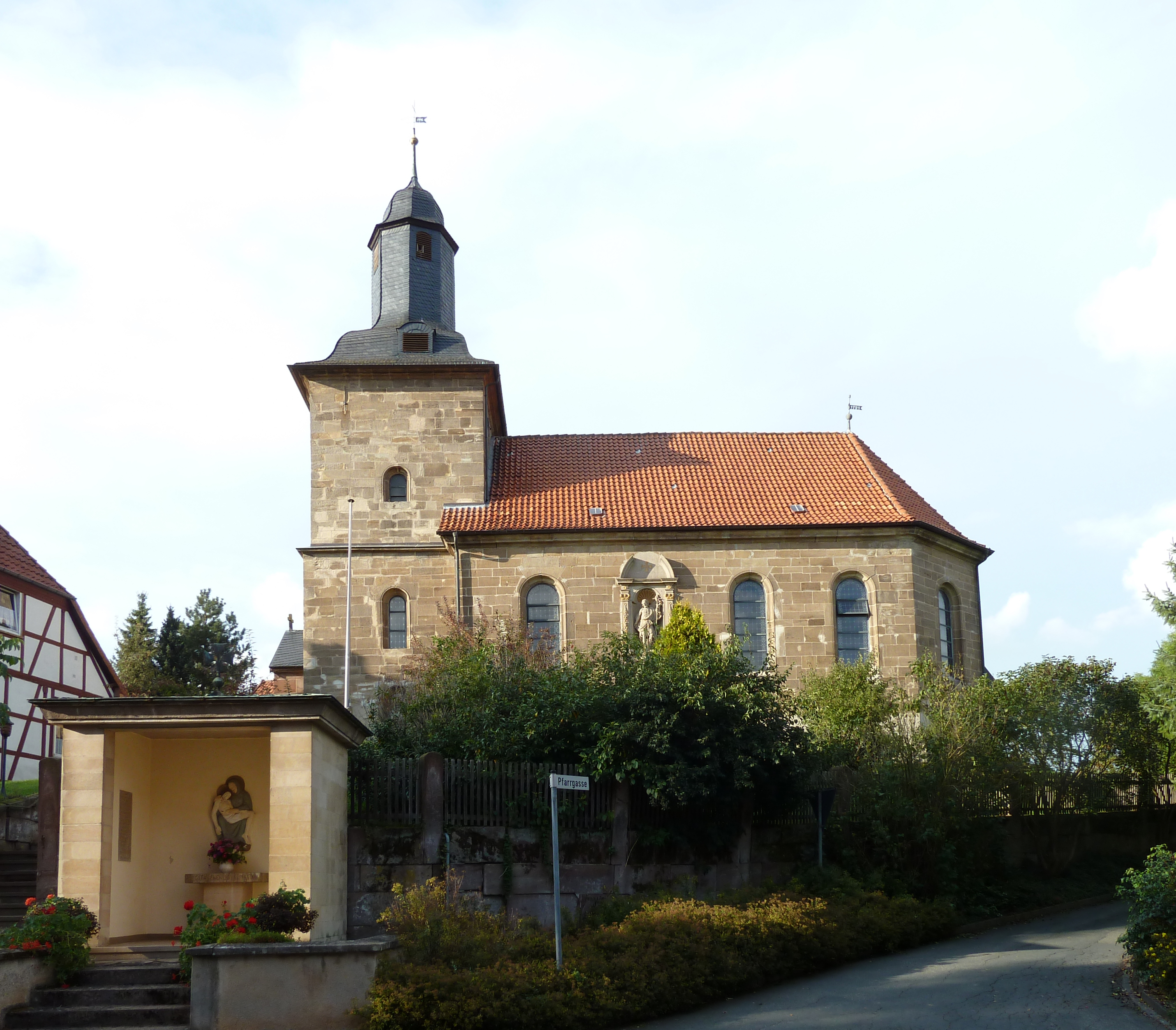
Katholische Kirche St. Johannes Baptist

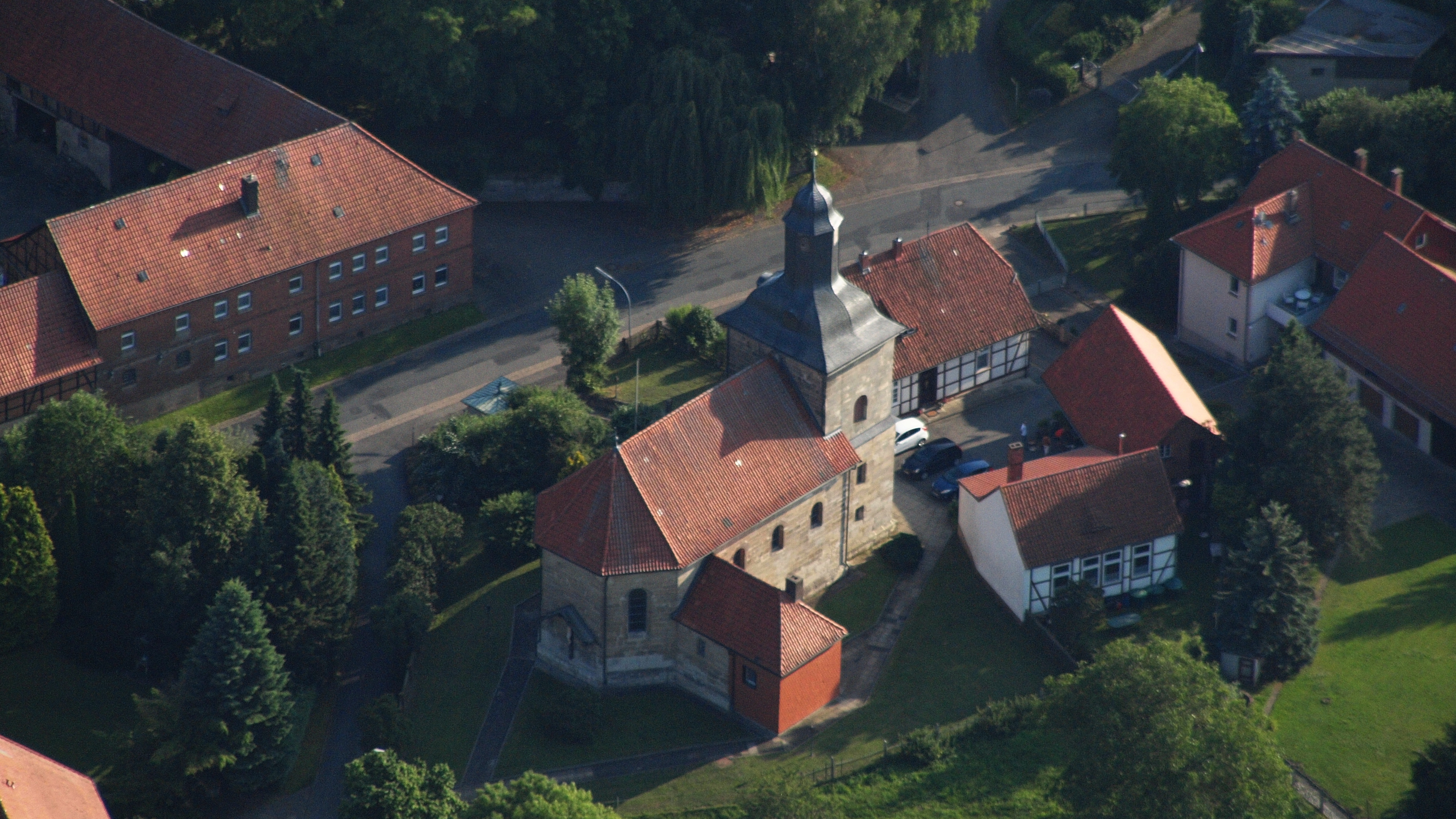
Luftaufnahme Immingerode, St. Johannes Baptist (2013)

In die Amtszeit des erzbischöflichen Kommissarius Herwig Böning (1666–1721) fiel der Bau der Immingeröder Pfarrkirche St. Johannes Baptist, die in den Jahren 1718 bis 1721 errichtet wurde. Am 14. Oktober 1724 erfolgte die Kirchweihe durch den in Erfurt residierenden Weihbischof Johann Joachim Hahn des Bistums Mainz. Böning beauftragte für den Kirchbau die beiden Duderstädter Baumeister Markus und Christoph G. Frankenberg. Durch seine Massigkeit nimmt der Kirchturm die gesamte Breite der Westfassade auf, im südlichen Teil der Kirche befindet sich ein Portal, das oben mit einer Nischenarchitektur aus Pilastern, Fruchtgehängen und einem bogenförmigen Segmentgiebel abschließt. Auf diesem Giebel befindet sich eine überlebensgroße Sandsteinfigur des Patrons der Kirche, des heiligen Johannes. Das Langhaus ist einschiffig, erstreckt sich über fünf Joche und schließt im Chorbereich polygonal ab. Gurtbögen unterteilen das mit Schlusssteinen ausgestattete Kreuzrippengewölbe. Es bildet damit einen Gegensatz zu den rundbogigen Fensteröffnungen. Der dreistöckige Altar im Chor stammt aus dem Jahre 1745. Zwischen den gewundenen Säulen, dem verkröpften Gebälk, Segmentgiebeln, Fruchtbündeln, Putten, Strahlenkränzen und Kartuschen stehen Zeit- und Heiligenfiguren. Sie sind in einem dunkelrot-grünen, marmorisierenden Ton gehalten. Eine 81 cm hohe  Marienfigur in Goldfassung mit Krone und Zepter dem Kind zählt ebenfalls zum Inventar der Kirche. Im Kirchturm hängt eine kleine Zuckerhutglocke (Evangelienglocke) aus dem 13. Jahrhundert, eine der ältesten Kirchenglocken des Eichsfelds. Seit dem 1. November 2014 gehört die Kirche zur Pfarrei St. Georg in Nesselröden.

### Kreuzweg und Kluskapelle

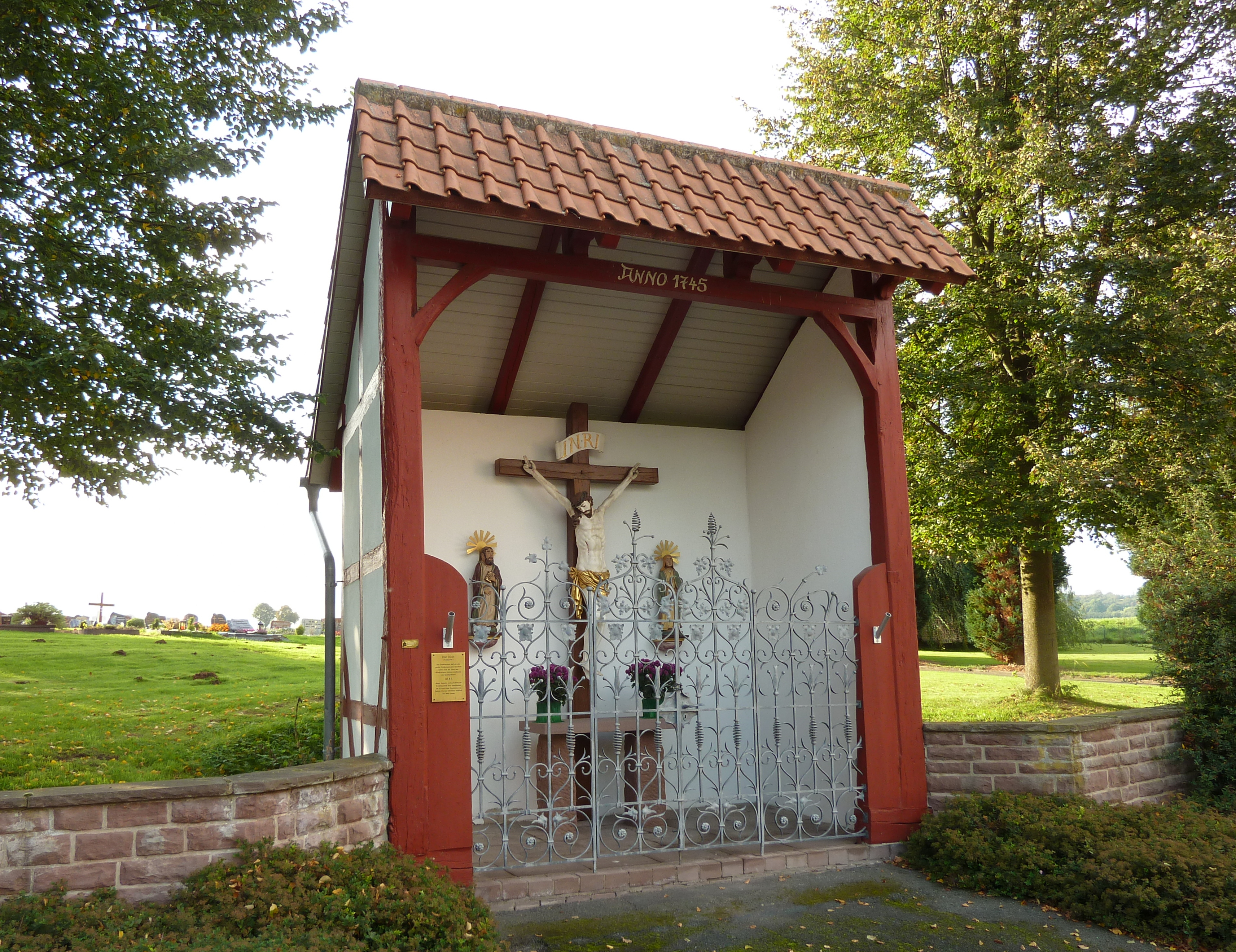
Die Klus

Als einer der ausgedehntesten Kreuzwege Niedersachsens gilt derjenige, der von Immingerode auf den Pferdeberg führt. Er wurde 1884 errichtet und zeigt 14 Sandsteingehäuse mit kolorierten Reliefs, auf dessen Postament ein sandsteinernes Kruzifix zu sehen ist. Durch ihre Beschaffenheit aus ebendiesem empfindlichen Material, sind diese Flurdenkmale erheblicher Verwitterung ausgesetzt. In Erinnerung an die Pest im Jahre 1682 wurde am Ortsausgang in Richtung Böseckendorf eine Kluskapelle errichtet. Ihr jetziger Nachbau stammt aus der zweiten Hälfte des 19. Jahrhunderts.

### Gedenkstein zur Erinnerung an die Massenfluchten aus dem Grenzgebiet
Zur Erinnerung an die Flucht von Bewohnern aus Böseckendorf über die ehemalige Innerdeutsche Grenze errichtete man, Anfang der neunziger Jahre, an der Straße nach Böseckendorf zwei Gedenksteine.